# Фокальний затвор

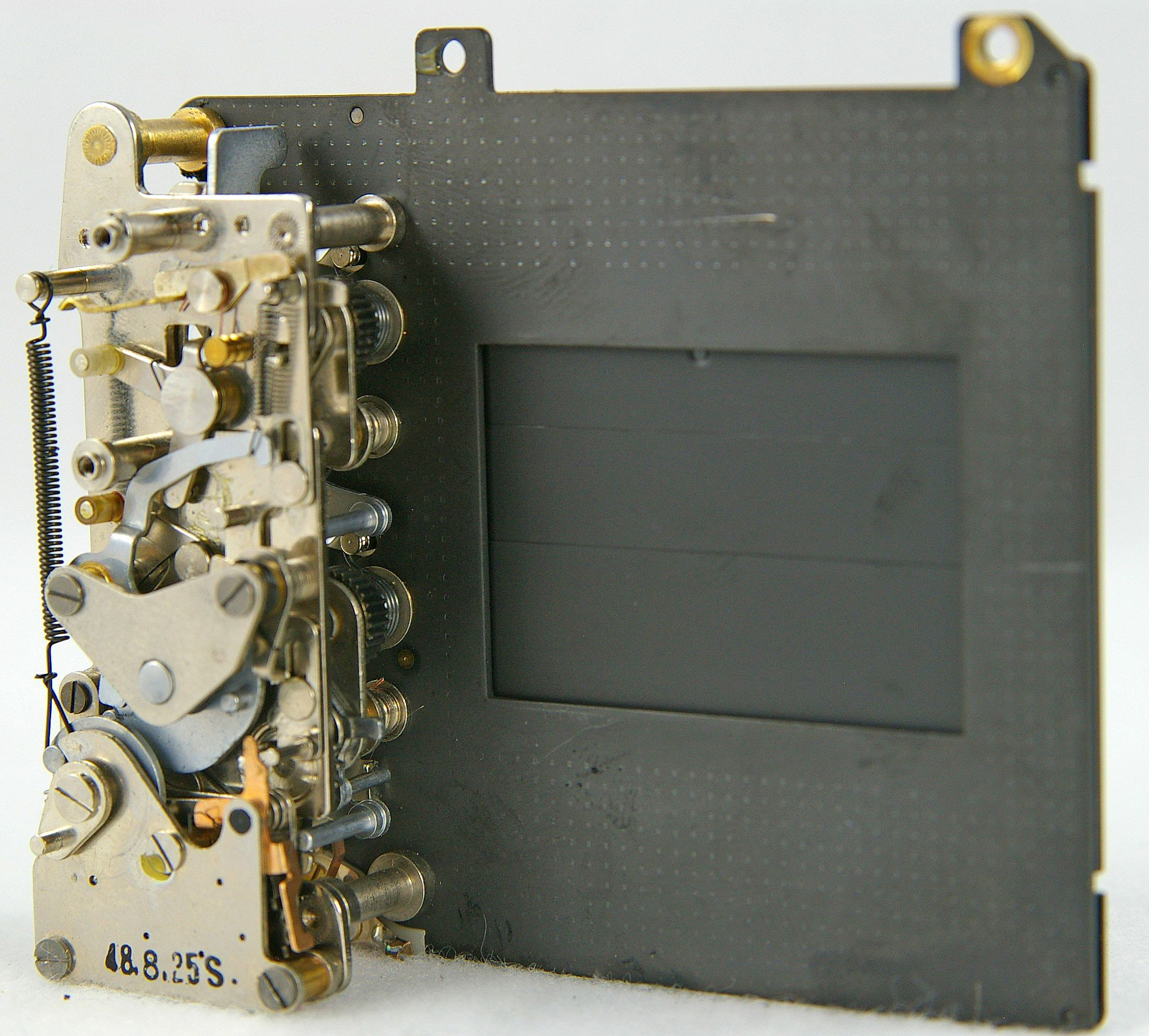
Фокальний затвор. Металеві пластинки затвора рухаються вертикально.

Фокальний затвор у конструкції фотокамери — це вид фотографічного затвора, який розташовується одразу перед фокальною площиною камери, тобто безпосередньо перед фотоплівкою або світлочутливим сенсором.
Фокальні затвори розрізняють за напрямком руху (вертикальний, горизонтальний), кількістю шторок (одношторковий, двошторковий), типом та формою матеріалу, з якого вони виготовлені (полотняний, пластинчастий, електронний, барабанний, дисковий тощо).

## Двошторкові затвори

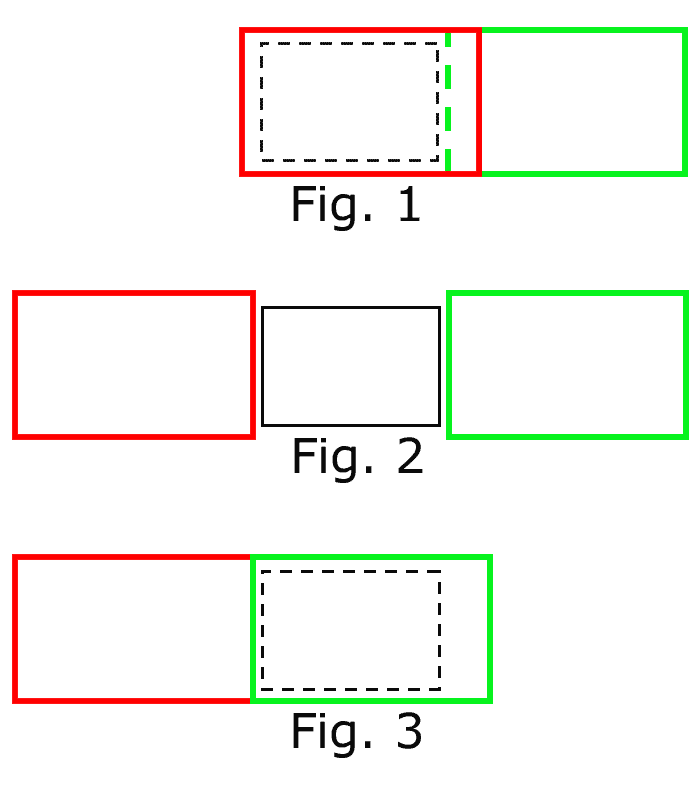
Фокальний затвор, довга витримка (низька швидкість затвора)

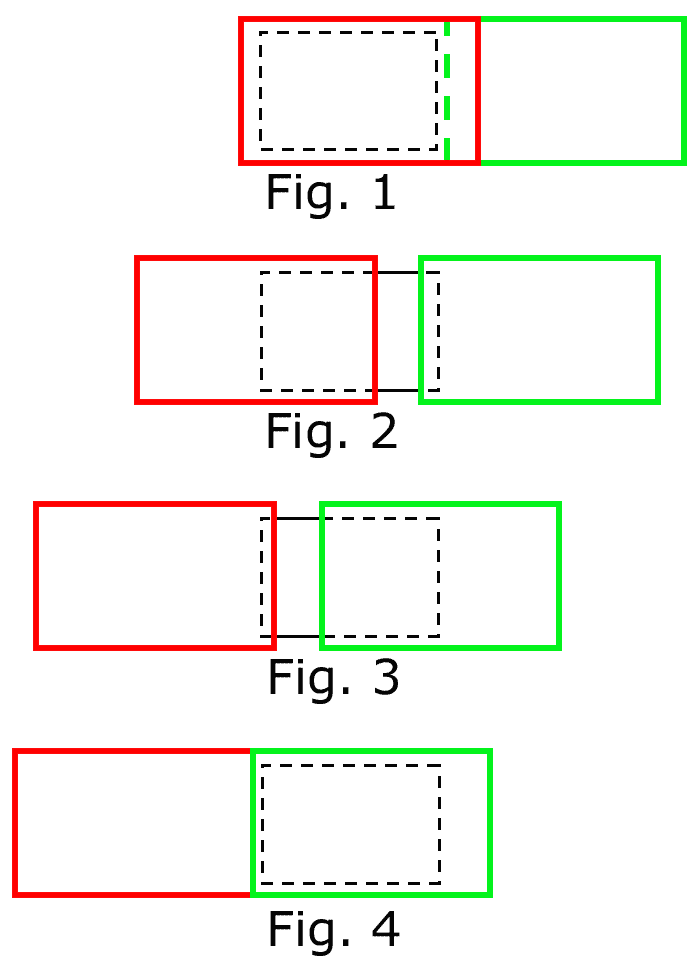
Фокальний затвор, коротка витримка (висока швидкість затвора)

Традиційний тип фокального затвора у 35-міліметрових камерах, впроваджений Ернестом Лайцем для використання у його фотокамерах Leica, використовує дві шторки затвора, виготовлені із прогумованої тканини, які розташовані горизонтально вздовж фокальної площини. Для повільніших швидкостей затвора (довшої витримки) перша шторка відкривається (зазвичай) справа наліво, і після завершення того часу, протягом якого затвор повинен бути відкритим, наступна шторка закриває апертуру, рухаючись в тому ж напрямку. Після того як обидві шторки затвора знову об'єднуються в такий спосіб, вони разом повертаються у вихідну позицію, після чого механізм затвора знову може бути запущений.
Див. фігури на рисунку справа:
Фігура 1: Чорний прямокутник посередині є схематичним зображенням рамки апертури, крізь яку виконується експонування знімка. Ця рамка перекрита першою шторкою затвора (позначена червоним кольором). Друга шторка (прямокутник зеленого кольору) знаходиться справа.
Фігура 2: Перша шторка затвора переміщається вліво, тим самим дозволяючи виконати експонування. В цей момент активується фотоспалах (якщо такий приєднаний до фотокамери та запрограмований на активацію).
Фігура 3: Після завершення визначеного часу експонування друга шторка затвора теж пересувається наліво, щоб закрити рамку апертури. Після того як затвор зачиняється, обидві шторки синхронно переміщуються вправо — на вихідну позицію — готові до виконання наступного знімку.
Це — лише графічне (схематичне) відображення; реальні ж механізми — набагато складніші. Так, в дійсності шторки затвора по обох боках рамки намотуються в рулони, що дає змогу виділяти для них настільки мало місця, наскільки це можливо.
Вищі швидкості затвора (менша витримка) досягається тим, що друга шторка починає зачинятися ще до того, як перша повністю відкрилася; таким чином між ними утворюється вертикальна щілина, яка горизонтально «сканує» плівку чи інший світлочутливий сенсор. Менша витримка потребує вужчої щілини, тобто регулюється лише момент активації кожної шторки, оскільки сама швидкість кожної окремої шторки зазвичай непідконтрольна. Завдяки використанню цього методу, сучасні однооб'єктивні дзеркалки здатні досягати витримок до 1/2000, 1/4000 або навіть 1/8000 секунди.
Див. фігури на рисунку справа:
Фігура 1: Чорний прямокутник репрезентує рамку апертури, крізь яку відбувається експонування. На рисунку вона перекрита першою шторкою затвора, червоного кольору. Друга шторка, позначена зеленим, розташована справа.
Фігура 2: Перша шторка затвора починає рухатись наліво, тим самим розпочинаючи експонування знімка. Оскільки експозиція вимагає дуже малої витримки, друга шторка починає рухатись вслід за першою — на сталій дистанції.
Фігура 3: Перша шторка затвора продовжує рухатись у тому ж напрямку вздовж рамки апертури, а за нею — і друга. При такій швидкості затвора немає сенсу використовувати електронний фотоспалах, оскільки миттєвий спалах освітлить лише невеличку (відкриту) частину кадру, в той час як решта його залишиться прихованою або під першою або під другою шторкою.
Фігура 4: Перша шторка завершує рух, вслід за нею зупиняється друга, повністю перекривши рамку апертури. Після такого повторного об'єднання обидві шторки повертаються направо, на вихідну позицію, після чого можна виконати наступний знімок.

## Затвори з вертикальним рухом

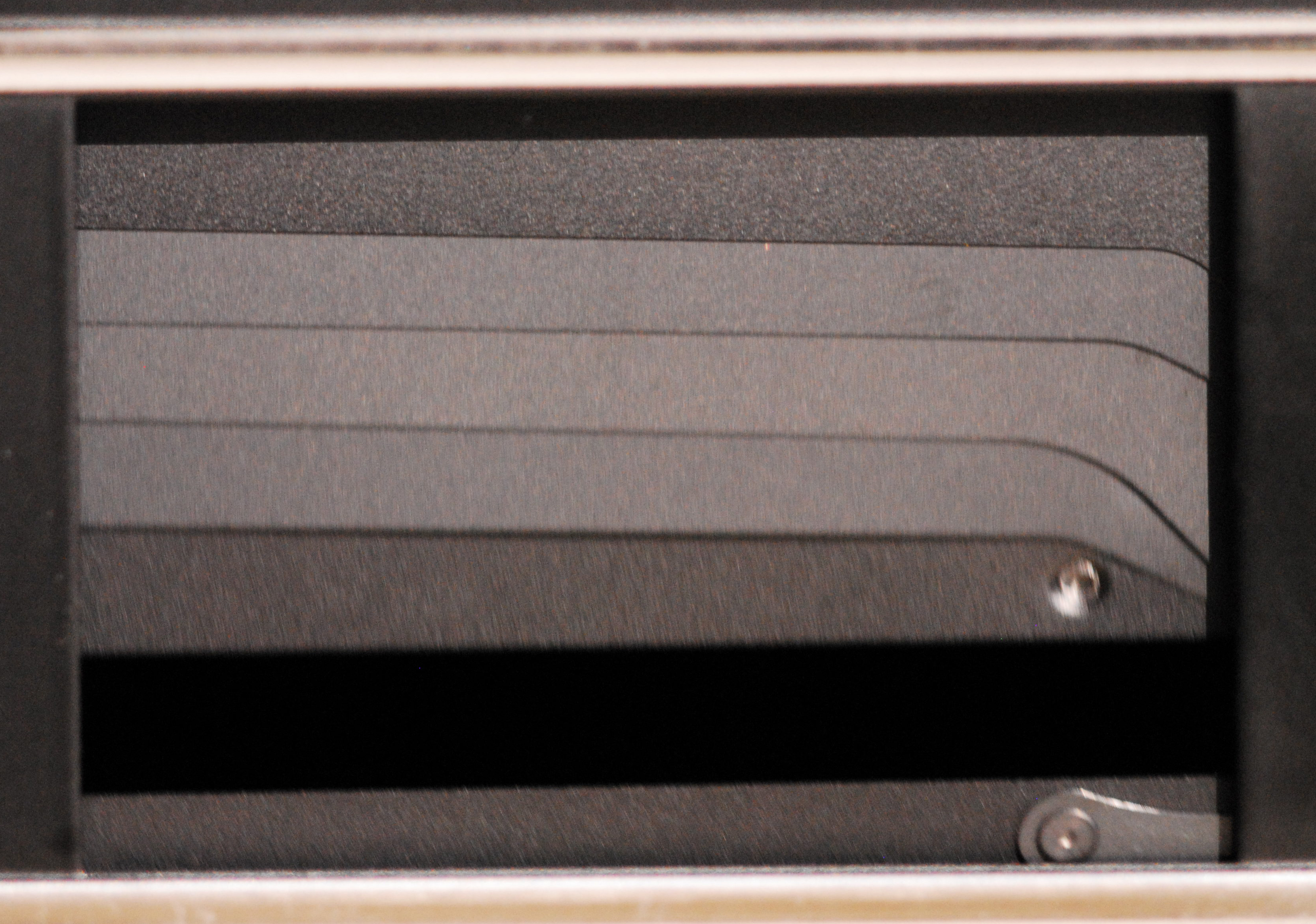
Фокальний затвор з вертикальним рухом, праця з витримкою у 1/500 секунди — щілину між шторками чітко видно в нижній частині зображення.

Більшість сучасних цифрових SLR-камер формату 35 мм використовують затвори із металевими пластинками, які рухаються вертикально. Вони працюють точнісінько так, як і затвори з горизонтальним рухом, але через те, що відстань, яку пластинкам затвора треба подолати, є меншою (24 мм, на відміну від 36 мм), пластинки потребують менше часу для проходження всієї відстані вздовж фокальної площини. Це покращує можливості синхронізації фотоспалаху — така синхронізація стає можливою при коротших витримках (більших швидкостях затвора), аніж цього можна було досягти із затвором, в якому шторки рухаються горизонтально, а сам затвор здатен забезпечити ще коротші витримки (до 1/8000 секунди).

## Переваги
Однією з переваг фокальних затворів є те, що вони можуть бути вбудованими в корпус фотокамери, яка використовує змінні об'єктиви. Це усуває необхідність вбудовувати центральний затвор у кожен об'єктив.
Іншим плюсом фокальних затворів є те, що їхні мінімальні витримки — досить короткі: 1/4000 секунди або навіть 1/8000 секунди, а це, звісно, набагато коротша витримка та, відповідно, більша швидкість затвора аніж ліміт у 1/500 секунди типового діафрагмового затвора. (Див. нижче: Пластинчастий фокальний затвор Square-типу та Пошук шляхів підвищення швидкості.)

## Недоліки
Основним недоліком фокального затвора є те, що витривалий та надійний затвор — це досить складний (часто ще й дорогий) пристрій. В той час як концепція рухомої щілини є досить простою, сучасний фокальний затвор — це запрограмований з точністю до мікросекунд механізм таймера, який управляє екзотичними матеріалами, маса яких не перевищує одного грама, піддає їх прискоренню до сотень значень g, де рух відбувається із точністю до мікронів із врахуванням праці інших механізмів фотокамери, і все це — протягом понад 100 000 робочих циклів. Саме тому фокальний затвор дуже рідко можна побачити у дешевих або низькоякісних фотокамерах.

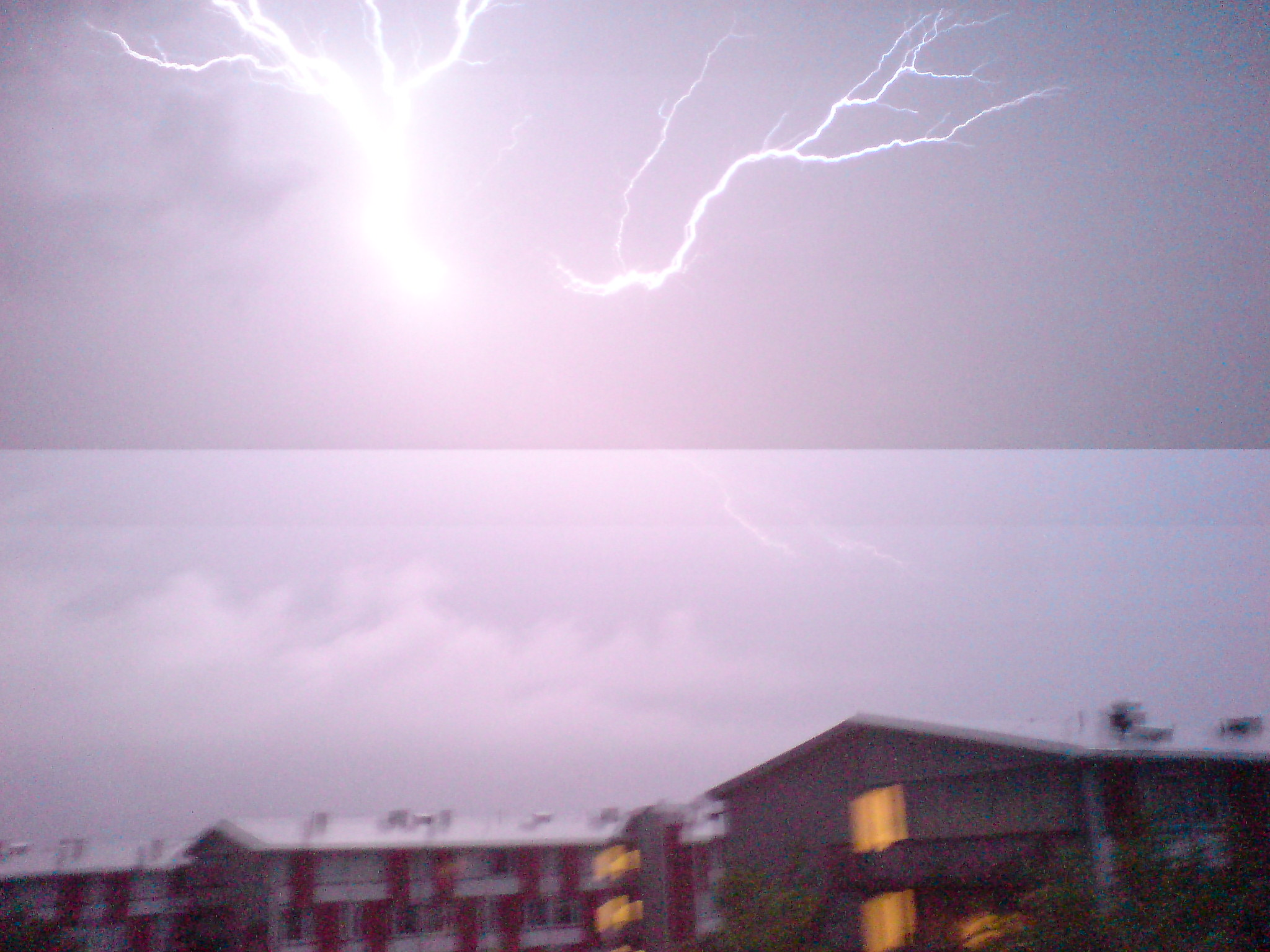
Дві частини зображення освітлені по-різному внаслідок включення до експозиції знімку блискавки, яка вдарила в момент його виконання. Подібний ефект відбувається і при використанні фотоспалаху, коли швидкість затвора є більшою аніж синхронізація X-sync.

Крім того, типовий фокальний затвор має повільнішу синхронізацію фотоспалаху, ніж типовий діафрагмовий затвор (1/500 сек.), оскільки для того, аби дія фотоспалаху була ефективною, перша шторка повинна відкритися повністю, а друга — не починати закриватися до того, як спалах спрацює. Іншими словами, дуже вузькі щілини між шторками при надто малій витримці не дозволять рівномірно освітлити сцену на зображенні за допомогою синхронізованого фотоспалаху. Найвищими швидкостями синхронізації фотоспалаху (X-sync) є традиційно 1/60 секунди на 35-мм фотокамері із горизонтальним фокальним затвором Leica-типу та 1/125 секунди для вертикальних фокальних затворів Square-типу. Сучасні фокальні затвори підвищили швидкість синхронізації X-sync до 1/250 сек. завдяки використанню екзотичних надміцних матеріалів та програмного контролю, та до 1/8000 сек. за допомогою однієї електронної хитрості. (Див, нижче: Пошук шляхів підвищення швидкості та Подолання бар'єру синхронізації X-sync)

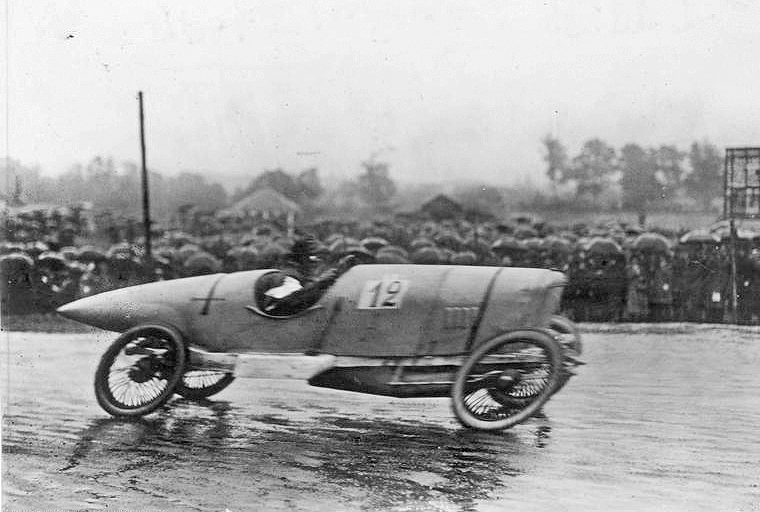
«Нахилений» спортивний автомобіль Dixi (1920-ті). Викривлення спричинене рухом затвора вниз відносно фокальної площини (вгору відносно зображення).

Фокальні затвори також можуть стати причиною викривлення зображення при зйомці об'єктів, які рухаються дуже швидко, або ж якщо в момент зйомки камерою сильно крутили або просто ворушили, як це описано у статті про ефект Rolling shutter. Велика відносна різниця між вузькістю щілини затвора та порівняно повільним її проходженням вздовж площини світлочутливого сенсора, в результаті створює мультяшне викривлення, оскільки одна частина зображення виходить знятою помітно пізніше, аніж інша, а тому на зображенні фіксується рух об'єкту між цими двома умовними моментами часу.
У випадку горизонтального фокального затвора Leica-типу, зображення «розтягується», якщо об'єкт рухається в тому ж напрямку, що й шторки затвора, і навпаки — «стискається», якщо об'єкт рухається в протилежному напрямку. У випадку вертикального фокального затвора Square-типу, який рухається зверху вниз, верхня частина зображення нахиляється вперед. Фактично, використання таких нахилів та викривлень для того, аби створити враження руху на ілюстрації — це така собі «карикатура» на справжнє викривлення, яке створюється повільними вертикальними фокальними затворами великоформатних фотокамер ще з першої половини двадцятого століття.

## Електрооптичні затвори
Замість використання порівняно повільних механічних шторкових затворів, такі електрооптичні пристрої як комірки Покельса, можуть застосовуватись як затвори. Хоча їх використання є рідкісним, вони цілковито усувають проблеми, пов'язані із рухомими шторками в затворах, такі як обмеження синхронізації фотоспалаху та викривлення зображення внаслідок руху об'єкту. Ці затвори — значно дорожчі аніж типові механічні.

## Обертовий дисковий фокальний затвор

Праця обертового дискового затвора у кінокамері

Окрім горизонтальних фокальних затворів Leica-типу та вертикальних Square-типу, існують ще й інші види фокальних затворів. Найвизначнішим є дисковий, або секторний фокальний затвор. Обертовий дисковий затвор (обтюратор) зазвичай використовується у камерах для кінозйомки, але його використання є досить рідкісним для фотокамер. В механізмі цього затвора використовується кругла металева пластина із вирізаним з неї сектором там, де повинна розміщуватись фотоплівка (чи інший світлочутливий матеріал). Теоретично можна контролювати швидкість обертового затвора (витримку кожної експозиції), звужуючи або розширюючи вирізаний сектор (для цього треба використати дві круглі пластини, які перекриватимуть одна одну в певний спосіб, обраний фотографом, тим самим визначивши швидкість затвора) та/або збільшуючи чи зменшуючи швидкість обертання пластини. Однак, з метою спрощення, більшість дискових затворів для фотокамер виготовляються з фіксованим розміром вирізаного сектора та можливістю контролю над швидкістю диску. Моделі 35-мм однооб'єктивних цифрових фотокамер Olympus Pen F та Pen FT (1963 та 1966, обидві японські) мали затвор із напівкруглої титанової пластини, яка давала витримку до 1/500 сек.
Перевагою напівкруглих дискових затворів є також необмежена швидкість синхронізації фотоспалаху (X-sync), але недоліком всіх обертових затворів є розмір — простір, необхідний для обертального руху пластини. Фотокамера Univex Mercury (1938, США) половинного формату (від 35 мм), мала дуже великий купол, який виступав із горішньої частини корпусу камери. Цей купол був призначений для створення місця для обертального руху дискової пластини затвора, який був здатен досягати витримки у 1/1000 сек. Ці затвори також створюють дуже незвичайне викривлення при дуже малих витримках через кутове переміщення щілини для експонування. Місце, необхідне для нормальної праці затвора, можна зменшити, замінивши диск комплектом металевих пластин, але тоді обертовий фокальний затвор, практично, перетворюється у звичайний пластичнастий.

## Фокальний затвор у формі обертового барабану
Обертовий барабан — це дуже незвичайний тип фокального затвора, який використовувався у деяких спеціалізованих панорамних камерах, таких як Panon Widelux (1959, Японія) та  Горизонт (1968, Радянський Союз). Замість використання об'єктива з надзвичайно малою фокусною відстанню (ширококутного) для досягнення якнайширшого поля зору, ці фотокамери мали об'єктиви середньої ширини, вбудовані всередину металевого барабана із вертикальним розрізом в задній частині (на фото розріз спереду, бо затвор відкритий). Оскільки весь барабан горизонтально розміщений на нодальних точках об'єктива, розріз затвора, обертаючись, спрямовує світло з-за меж видимості до об'єктива і тим самим утворює ширше зображення на плівці, закріпленій на викривленій (напівкруглій) фокальній площині. Так, Widelux виконував знімки із кутом зору у 140°, використовуючи плівку формату 135 розміром 24×59 мм та об'єктив Lux 26 мм f/2.8, а також контрольовану витримку, яка регулювалася за допомогою змін швидкості обертання при незмінній ширині розрізу.

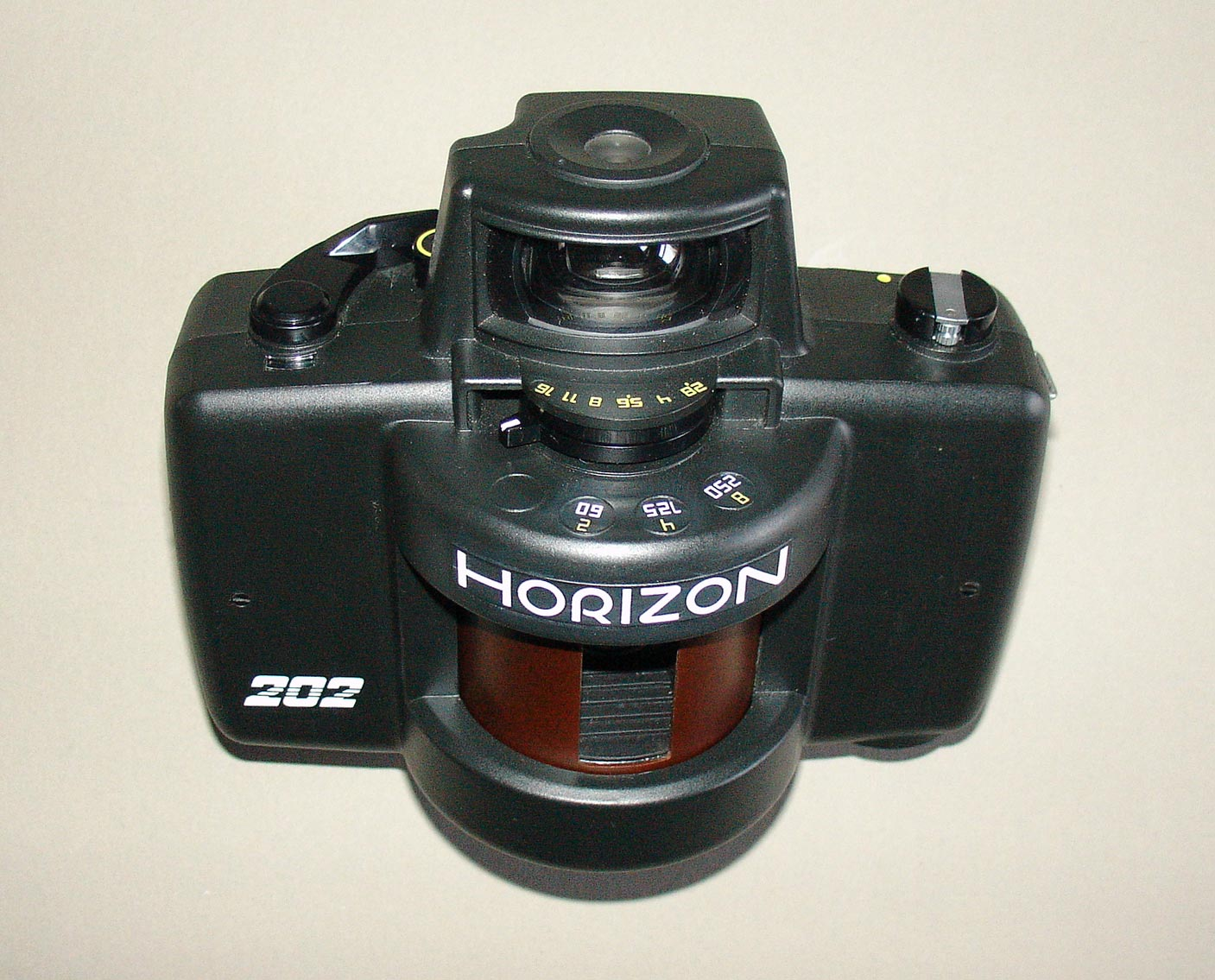
Панорамна фотокамера Горизонт-202 із відкритим барабанним затвором.

У фотокамерах Kodak Cirkut (1907, США) та Globuscope Глобуса (1981, США), обертався весь корпус камери разом з об'єктивом, в той час як плівка прокручувалася повз щілину затвора в протилежному напрямку. Globuscope створювала зображення із кутом зору в 360°, на плівці формату 135 розміром 24×160 мм за допомогою 25-мм об'єктива та регульованою шириною щілини затвора при сталій швидкості обертання.
Обертальні фокальні затвори створюють зображення із незвичайними оптичними викривленнями, при яких центр зображення наче вигинається в напрямку глядача, в той час як периферія — навпаки, віддаляється. Це спричинено тим, що поле зору, видиме для об'єктива, змінюється разом з його рухом. Ця дисторсія не буде такою помітною, а то й взагалі зникне, якщо фотознімок розмістити на викривленій, напівкруглій поверхні та розглядати його, центруючи погляд на його середині. Обертальні затвори також повинні обертатися рівномірно; в протилежному випадку неоднакова експозиція спричинить потворні вертикальні смуги на зображенні. Крім того, оскільки обертання такого затвора може зайняти до декількох секунд, фотокамера повинна бути встановленою на штативі, незалежно від тривалості витримки. З тієї ж причини з цими камерами не може використовуватися фотоспалах.
Ці фотокамери часто використовувались для фотографування великих груп людей (наприклад «шкільна» фотографія). Для цього людей вистроювали в шеренгу, утворюючи коротке півколо навпроти фотокамери таким чином, що всі люди знаходились на однаковій відстані від неї та дивилися в напрямку об'єктива. Після завершення виконання знімка та його пізнішого проявлення, панорамний знімок давав зображення рівної шеренги людей, де кожен дивився прямо в фотокамеру. Проте справжню використану техніку видавало характерне викривлення фону зображення.

## Історія та розвиток технології
Найраніші дагеротипні (метод винайдений 1839 року) фотографічні камери не мали затворів взагалі, оскільки фотоматеріалам бракувало світлочутливості, а доступні на той час фотооб'єктиви мали дуже малу апертуру, а це означало, що витримка експозиції вимірювалась багатьма хвилинами. Фотограф міг з легкістю контролювати експозицію, відкриваючи або закриваючи кришку об'єктива або спеціальну затичку для нього.
Однак, протягом XIX століття, з постійною зміною фотографічних процесів на все більш та більш світлочутливі, а також з появою об'єктивів з більшими апертурами, числове значення витримки фотографії стало скорочуватись — спочатку до секунд, а пізніше й до часток секунди. Механізми для контролю експозиції стали необхідним додатком для кожної фотокамери, а пізніше — таки стандартною властивістю камер.

### Одношторковий фокальний затвор
Першим виготовленим затвором став спадний затвор у 1870-х. Це був допоміжний гільйотиноподібний пристрій — дерев'яна панель із вирізаною щілиною, встановлена на бічних рейках, які кріпилися до передньої частини об'єктива камери таким чином, що ця панель падала вниз під силою гравітації з певною швидкістю. Щілина, проминаючи лінзу об'єктива, «наносила» зображення на фотопластину. Використовуючи гумові стрічки, можна було збільшувати швидкість падіння цього затвора. Таким чином можна було досягати витримок у 1/500 або 1/1000 секунди. Едвард Майбрідж використовував затвори такого типу для виконання своєї відомої серії «Кінь у русі» та інших подібних.
До 1880-х стали доступними допоміжні бокси з механізмом затвора, які кріпилися спереду об'єктива, а роль затвора виконувала шторка (іноді її ще називали «завісою», англ. «blind») з прогумованої шовкової тканини з однією або більше вирізаною щілиною, яка намотувалася на дві паралельні котушки. Для переміщення щілини від однієї котушки до іншої використовувалася енергія пружин. Такі затвори забезпечували широкий спектр тривалостей витримок завдяки можливості регулювання натягу пружини та обирання ширини щілини.
У 1883 році Оттомар Аншютц (Німеччина) запатентував фотокамеру із внутрішнім механізмом рулонного шторкового заствора, з розташуванням безпосередньо перед фотопластиною. Таким чином з'явився на світ перший фокальний затвор, подібний до сучасного. Компанія Goerz виготовила камеру Аншютца у 1890 році як першу фотокамеру з фокальним затвором, яка вийшла у серійне виробництво. Френсіс Блейк ще до 1889 року винайшов тип фотокамери із фокальним затвором, яка могла досягати витримок навіть до 1/2000 секунди, і робив виставки численних фотознімків, на яких були чітко зображені об'єкти в момент руху. Варто зауважити, що механізм на кшталт спадного затвора із можливістю регулювання щілини був використаний у фотокамері 1861 року з розташуванням безпосередньо перед фокальною площиною, і ця камера, найімовірніше, була однією з моделей фотографа Вільяма Інґленда, і на сьогодні вона вважається першою фотокамерою в якій був використаний фокальний затвор будь-якого типу.
Єдина шторка, вертикальний рух, фіксована ширина щілини, фокальні затвори із регульованим натягом пружини та можливістю коригування ширини щілини залишалися популярними у велико- та середньоформатних камерах протягом всієї наступної половини століття. Об'єктив, який знаходиться на камері із одношторковим фокальним затвором повинен бути закритий кришкою, коли затвор повертається на вихідне положення; інакше експозиція плівки подвоїться, коли щілина у шторці, повертаючись, промайне повз плівку. Основною перевагою об'єктивів на камерах із вбудованим фокальним затвором, якщо порівнювати із конкурентними діафрагмовими затворами, вбудованими в об'єктив, на той час була можливість використання дуже вузьких щілин для виконання знімків при дуже коротких витримках — до 1/1000 сек., що давало можливість фіксувати зображення навіть в момент руху, в той час як діафрагмові затвори забезпечували максимум 1/250 сек. Однак тогочасна світлочутливість емульсій, відповідна сучасному значенню ISO від 1 до 3, обмежувала можливості застосування коротких витримок у фотографії.
Незважаючи на вищесказане, такі старіші фокальні затвори виконували експонування досить-таки повільно, навіть при найсильнішому можливому натягу пружини, оскільки витончена шторка затвора була надто тендітною, аби витримати необхідні для прискорення ривки, що могло б забезпечити коротші витримки. Велика відносна відмінність між повільною швидкістю опускання такого затвора та вузькістю щілини спричинила появу на знімках мультяшної дисторсії при зйомці об'єктів, які перебувають в швидкому русі, замість того щоб продукувати справжню зупинку руху («замороження») на фотознімках. (Див. вище розділ 4: «Недоліки».)
Компанія Folmer & Schwing (США) була найвідомішим прихильником одношторкових фокальних затворів, із їхніми великоформатними плівковими однооб'єктивними дзеркальними, а також прес-камерами серії Graphic під маркою Graflex (використовувалися з 1905 до 1973 року). Їхні найпоширеніші затвори розміром 4×5 дюймів мали чотири позиції ширини щілини, від 1½ до ⅛ дюйма і до шести рівнів натягу пружини, що дозволяло використовувати витримку від 1/10 до 1/1000 секунди.

### Двошторковий фокальний затвор Leica-типу

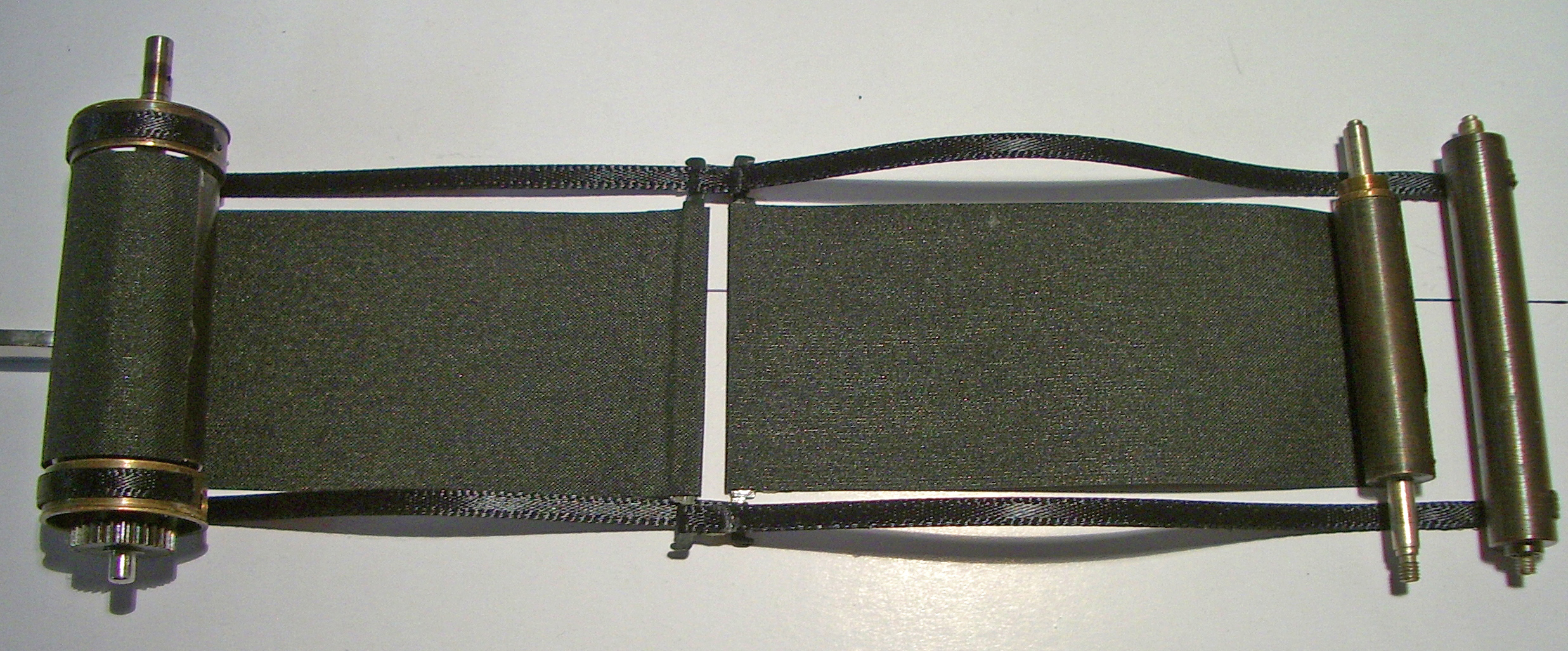
Шторки затвора у фотоапараті Зоркий 1c, подібні до тих, які використовувалися у камерах моделі Leica II

У 1925 році німецька 35-мм фотокамера Leica була представлена із фокальним затвором з подвійною тканинною шторкою та горизонтальним рухом щілини при експонуванні. Двошторковий фокальний затвор не має вирізаних щілин, а натяг пружини не піддається регулюванню. Щілина для експонування формується через перетягування першої шторки на одну котушку (барабан), а потім — пересування на її попереднє місце другої шторки з другої котушки після затримки, яка контролюється спусковим годинниковим механізмом (можна порівняти з віконними шторами, які на стику взаємно перекривають одна одну — коли одну штору відсувають, вікно можна засунути другою). Ці шторки рухаються з однаковою швидкістю відносно рамки, в якій знаходиться фотоплівка (технічно наявне невеличке прискорення обидвох шторок). Менша витримка, а отже — більша швидкість затвора — досягається встановленням часу закриття другої шторки: після того, як перша шторка почала відкриватися, друга починає рухатись раніше, тим самим утворюючи вужчу щілину, через яку надходить світло на фотоплівку (див. схематичні фігури вгорі). Двошторкові фокальні затвори автоматично зачиняються після виконання фотознімка; вони розроблені таким чином, щоб трішки перекривати одна одну на стику після виконання експонування, аби уникнути подвійної експозиції, коли вони повертатимуться назад у вихідне положення.
Хоча автоматичні двошторкові фокальні затвори були відомі ще наприкінці дев'ятнадцятого століття, саме дизайн камер Leica зробив їх популярними, і практично всі моделі фокальних затворів, які виготовлялися з 1925 року були двошторковими. Із вдосконаленням у камері Leica M3 (Західна Німеччина, 1954 р.), типовий горизонтальний фокальний затвор Leica-типу для 35-мм фотокамер скоригований таким чином, аби проходити кадр плівки шириною у 36 мм за 18 мілісекунд (2 метри на секунду) та досягати такої ширини щілини, яка даватиме змогу робити знімки при витримках від 1 до 1/1000 секунди. Мінімальна ширина щілини у 2 мм дає максимально коротку ефективну витримку — 1/1000 сек. Варто зауважити, що двошторковий фокальний затвор потерпає від таких самих дисторсій, спричинених рухом об'єктів, що й одношторковий тип. Схожі технології фокальних затворів були звичними і для середньоформатних фотокамер формату 120.

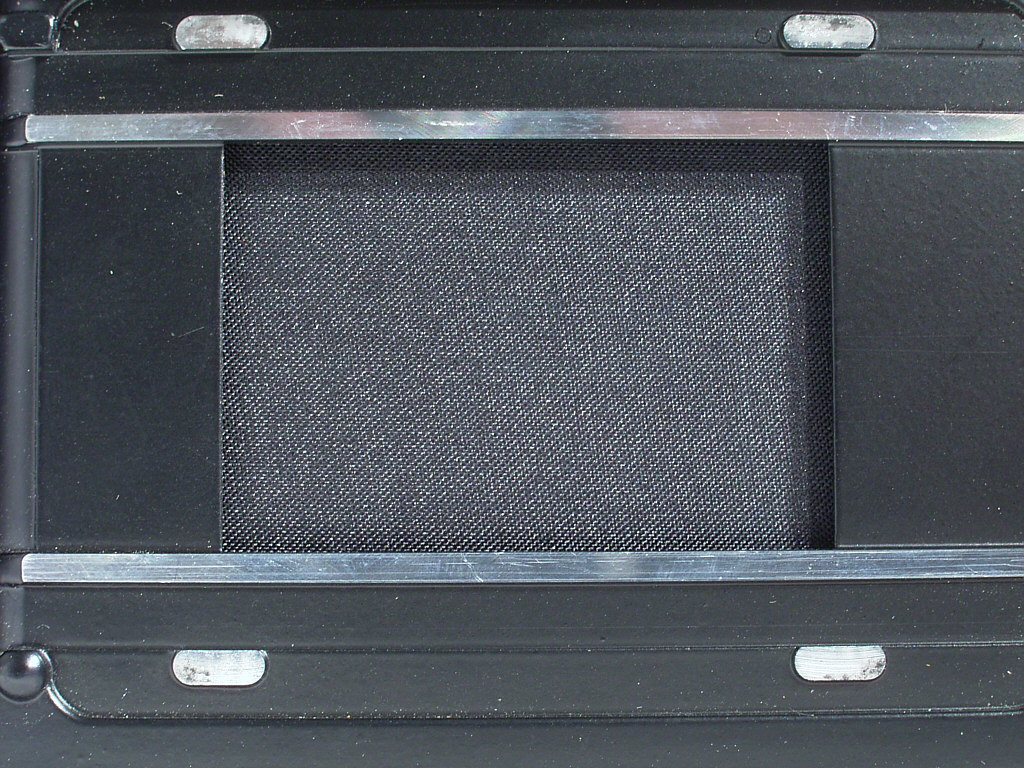
Горизонтальний полотняний фокальний затвор

Горизонтальні полотняні фокальні затвори зазвичай обмежені до максимально короткої тривалості витримки у 1/1000 сек. внаслідок складності чіткої синхронізації обох шторок для досягнення надзвичайно вузької щілини при такій високій швидкості затвора, а також потерпають від неприйнятного викривлення зображення, спричиненого порівняно довгими витримками. Максимальна швидкість синхронізації із фотоспалахом — також обмежена, оскільки щілина мусить бути відкрита лише для цілого кадру плівки (36 мм або більше), а це можливо при витримках, не коротших за 1/60 сек. для успішної X-синхронізації (номінальна; 18 мс = 1/55 сек., актуальний максимум; в реальності 40-мм щілина [аби забезпечити простір для варіацій] уможливлює синхронізацію при 1/50 сек. [на ⅓ стопа повільніше]). (Див. вище розділ 4: «Недоліки».)
Деяким горизонтальним фокальним затворам вдалося побороти ці обмеження за допомогою додаткового звуження щілини або збільшення прискорення шторок понад норму. Однак такі вдосконалення зазвичай застосовуються у витончених, надзвичайно точних моделях затворів, які використовуються у дорогих фотокамерах професійного рівня. Наприклад, 35-мм однооб'єктивна дзеркальна фотокамера (SLR) Nikon F2 (Японія, 1971), мала горизонтальний фокальний затвор із міцнішими шторками із титанової фольги, які здатні були безпечно перетинати площину кадру плівки за 10 мс (при 3.6 м/с та можливості синхронізації при 1/80 сек.) із щілиною у 1.8 мм, що давало максимально коротку витримку у 1/2000 сек.

### Пластинчастий фокальний затвор Square-типу
У 1960 році 35-мм SLR-камера Konica F (Японія) започаткувала тривале поступове збільшення значення мінімальних витримок з використанням фокального затвора «High Synchro». Цей затвор значно збільшував ефективність, якщо порівнювати із типовими затворами камер Leica, за допомогою сильнішого металевого блоку пластин, який рухався значно швидше вздовж малої осі (вертикально) кадру формату 24×36 мм. Вдосконалений компанією Copal у 1965 році, затвор Copal Square міг утворити щілину, яка перетинала кадр плівки висотою у 24 мм за 7 мс (3.4 м/с). Це вдвічі збільшувало швидкість синхронізації фотоспалаху — до 1/125 сек. Окрім того, мінімальна ширина щілини затвора у 1.77 мм, вдвічі скорочувала мінімальний час витримки — до 1/2000 сек. Варто зауважити, що більшість затворів Square заради достовірності були все-таки охарактеризовані як такі, що можуть досягати лише 1/1000 сек.

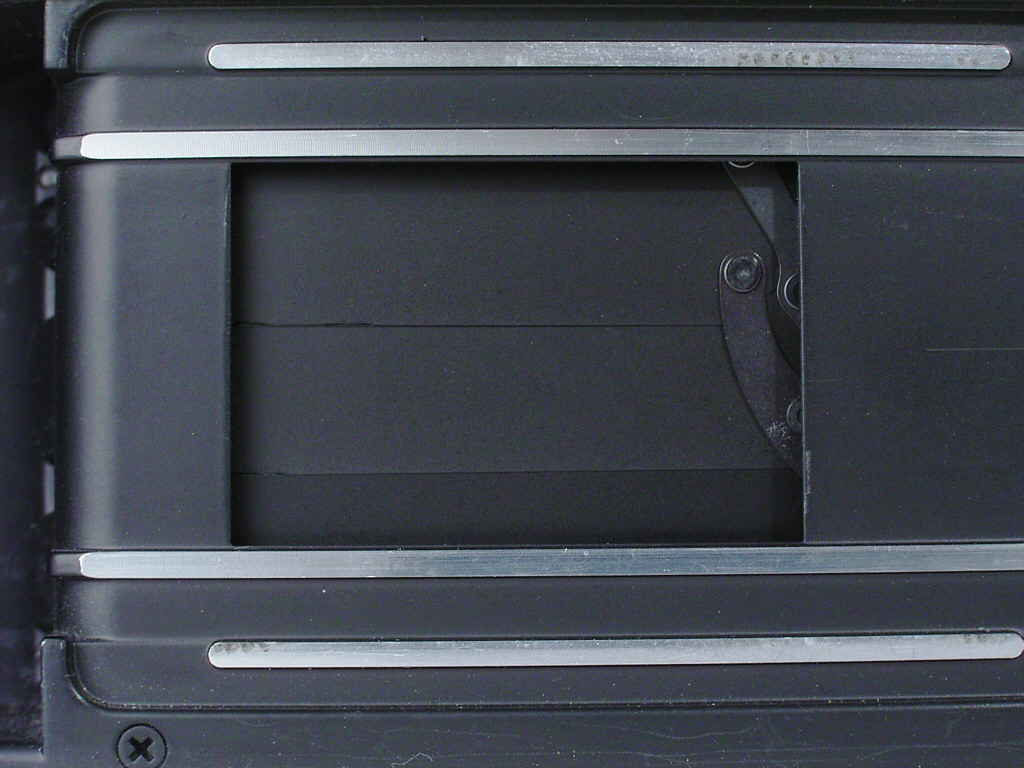
Вертикальний пластинчастий фокальний затвор

Металеві пластини у затворах Square-типу до того ж були убезпечені від висихання, гниття та перфорації, якій піддавалися полотняні затвори з плином часу. Крім того, затвори Square стали виходити від постачальника як цілковито відокремлені (вставні) деталі фотокамер, тому дизайнери камер могли всю увагу зосереджувати на дизайні саме камер, і залишити дизайн затворів для спеціалістів конкретно цієї галузі. Раніше це було прерогативою виключно діафрагмових затворів.
Фокальні затвори Square-типу початково були досить громіздкими у розмірі та шумними у роботі, що значно обмежувало їх популярність у 1960-х серед дизайнерів фотокамер та й самих фотографів. Хоча Konica та Nikkormat були основними клієнтами Copal Square, багато інших компаній та брендів, включно із Asahi Pentax, Canon, Leica та Minolta продовжували вдосконалювати затвори Leica-типу якщо не заради швидкості, то хоча б через надійність; так, був виконаний перехід із тривісного до чотиривісного дизайну (по одній контрольній осі для кожної осі котушки, замість єдиної для обидвох).
Нові, компактніші та тихіші дизайни затворів Square, із простішою конструкцією та збільшеною надійністю, були зарекомендовані у 1970-х. Найвідомішими були Copal Compact Shutter (CCS), представлений у моделі Konica Autoreflex TC (1976), та Seiko Metal Focal-Plane Compact (MFC), вперше використаний у фотокамері Pentax ME (1977, обидві японського виробництва).
Вертикальний пластинчастий тип затвора витіснив горизонтальний полотняний тип, ставши домінантним типом фокального затвора у 1980-х. Навіть Leica Camera (початкова назва — E. Leitz, за іменем засновника), провідний користувач горизонтальних полотняних затворів, вибір на користь яких компанія робила через тиху працю цього типу затворів, перемкнулася на вертикальні пластинчасті фокальні затвори у 2006 році в своїх перших цифрових далекомірних (RF) фотокамерах — Leica M8 (Німеччина).
Треба зауважити, що 35-мм далекомірна фотокамера Contax (Німеччина, 1932) мала вертикальний фокальний затвор із двома рулонними шторками, підсиленими за допомогою латунної сітки, із можливістю коригування натягу пружини та ширини щілини, а також максимальною швидкістю (найкоротшою витримкою) у 1/1000 сек. (камера Contax II 1936 року мала найкоротшу витримку у 1/1250 сек., згідно з офіційними даними), але цей тип затвора був жахливо ненадійним, і явно не був попередником сучасного затвора типу Square.

### Пошук шляхів підвищення швидкості

Вигляд вертикального фокального затвора при різних витримках

Попри те, що затвор Square покращив якості більшості характеристик відомих до цього фокальних затворів, він все ще обмежував максимальну швидкість синхронізації фотоспалаху X-sync до 1/125 сек. (За умови, що для фотографування використовується звичайний фотоспалах, а не спеціалізована тривала лампа-спалах для фокальних затворів, яка світить протягом всього часу, коли щілина затвора проминає площину світлочутливого сенсора, що робить ширину щілини нерелевантною.) Діафрагмові затвори будь-якої якості, що випускалися з в камерах у 1960-х, могли досягти швидкості синхронізації фотоспалаху щонайменше в 1/500 сек. Більша швидкість синхронізації для фокальних затворів вимагала, аби шторки цих затворів були додатково зміцнені з використанням екзотичних матеріалів, що дозволить їм рухатись швидше й розширити щілини.

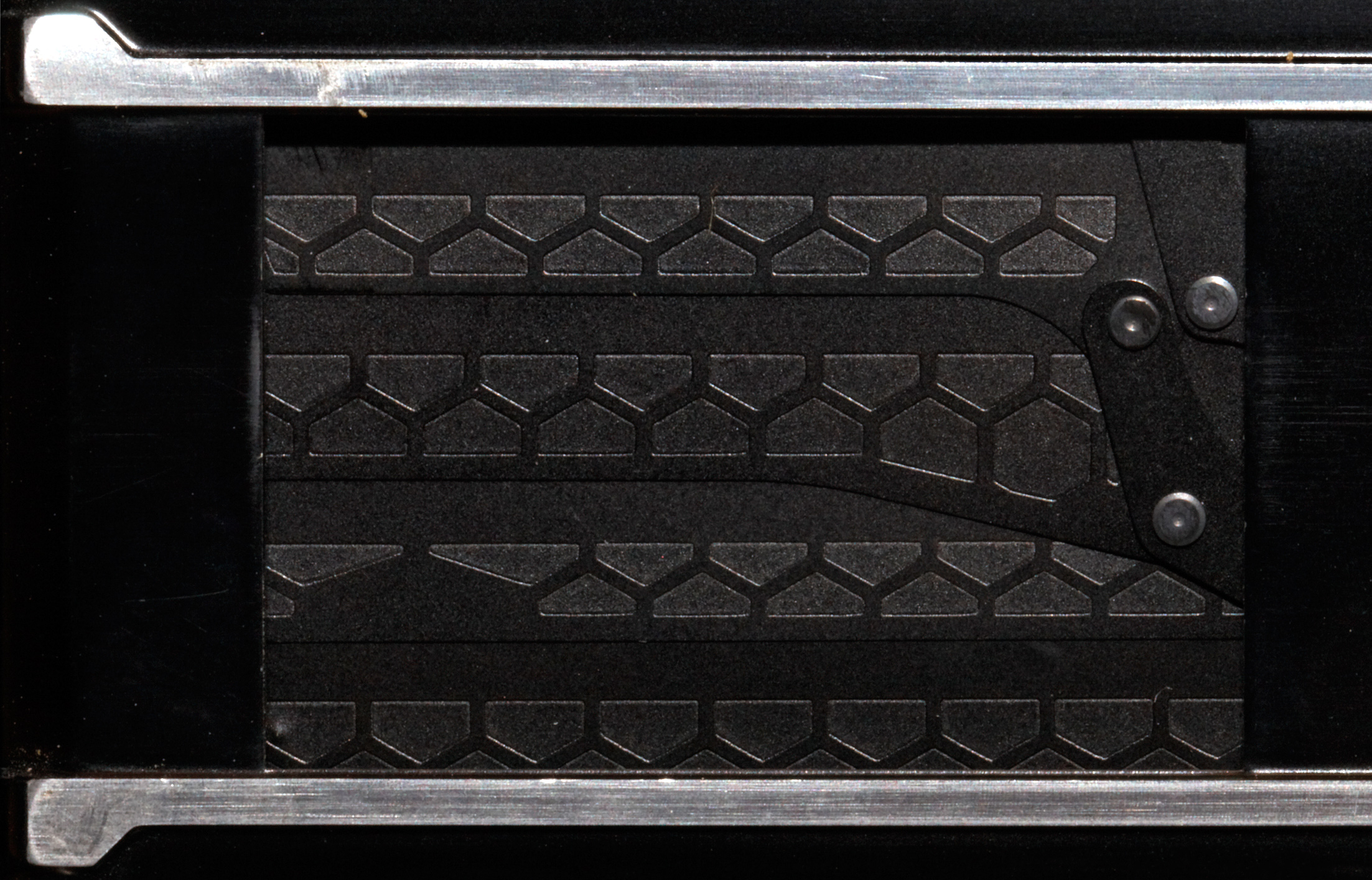
Затвор із тисненням у формі медового стільника

Copal розпочали співпрацю із Nippon Kogaku для покращення затвора Compact Square для їхньої моделі фотокамери Nikon FM2 (Японія) 1982 року, в результаті якої було вирішено використати для виробництва блоку пластин цього затвора титанову фольгу з тисненням у формі медового стільника, яка була легшою та міцнішою за звичайну нержавіючу сталь. Це дало змогу скоротити час руху шторки затвора до близько 3.6 мс (при 6.7 м/с) і забезпечити можливість синхронізації фотоспалаху при витримці 1/200 сек. Додатковим «бонусом» стала максимальна швидкість затвора (а отже і витримка) у 1/4000 сек — без дисторсій (при ширині щілини 1.7 мм). Фотокамера Nikon FE2 (Японія) із покращеною версією цього затвора, мала час руху шторки у 3.3 мс (при 7.3 м/с) і підвищену швидкість синхронізації X-sync — до 1/250 сек. у 1983 році. Максимальна швидкість залишалася такою ж — 1/4000 сек. (при ширині щілини у 1.8 мм).
Найшвидшим фокальним затвором, який будь-коли використовувався у плівковій фотокамері був затвор, представлений у фотокамері моделі Minolta Maxxum 9xi (була відома під назвою Dynax 9xi у Європі, α-9xi у Японії) 1992 року, пластинки якого були виготовлені із дюралюмінієвого та карбонового волокна, а тривалість руху шторки якого становила 1.8 мс (при 13.3 м/с). Він забезпечував витримку до 1/12000 сек. (при ширині щілини у 1.1 мм) та синхронізацію X-sync до 1/300 сек. Наступна вдосконалена версія цього затвора, пристосована до 100 000 робочих циклів, була використана у моделях Minolta Maxxum 9 (Dynax 9 у Європі та α-9 у Японії) 1998 року та Minolta Maxxum 9Ti (Dynax 9TI у Європі та α-9Ti у Японії) 1999 року.

### Електронно контрольований фокальний затвор
Паралельним напрацюванням, спрямованим на підвищення швидкості фокальних затворів, став електронний контроль над затвором, як частка загального напрямку на оснащення електронним керуванням всіх систем камери. У 1966 році модель електронної фотокамери VEB Pentacon Praktica (Східна Німеччина) стала першою однооб'єктивною дзеркалкою із електронно контрольованим фокальним затвором. В ній була застосована електронна схема, яка виконувала контроль над затвором замість традиційних пружинних/вальничних/важільних годинникових механізмів. У 1971 році фотокамеру Asahi Pentax Electro Spotmatic (Японія, у 1972 р. назву скоротили до Asahi Pentax ES; у США вона була відома як Honeywell Pentax ES) обладнали електронно контрольованим фокальним затвором, який був з'єднаний із експонометром для забезпечення виконання електронної автоекспозиції в режимі пріоритету діафрагми.
Традиційні 1/1000 сек. та 1/2000 сек. — максимальні швидкості горизонтальних та вертикальних фокальних затворів — знаходяться на межі можливостей механічного контролю — часто на ¼ стопа повільніші ніж треба, навіть у надзвичайно високоякісних моделях. Зубчасті передачі, які працюють завдяки силі пружин стають нездатними до тривалого контролю та надійної синхронізації при будь-яких вищих прискореннях та ривках, які відбуваються в механізмі затвора. Наприклад, деякі фокальні затвори із сильним натягом пружин можуть потерпати від «зіткнення шторок затвора». Назва цього феномену говорить сама за себе — якщо механізм затвора не гальмує шторки відповідним чином після того, як вони проминули площину світлочутливого сенсора, вони можуть зіткнутися та відштовхнутися одна від одної, ще раз відкриваючи затвор та спричиняючи подвійну експозицію («засвічення») й примарні смужки на краю зображення. Навіть високоточний затвор фотокамери Nikon F2 потерпав від цього, як своєї ранньої, початкової виробничої проблеми. Разом із постійним підвищенням швидкості пластин у фокальних затворах Square-типу, що забезпечувало все коротші та коротші витримки, потреба у покращеному механізмі контролю над синхронізацією пластин лише зростала.
Спершу електромагніти, контрольовані аналоговими резисторними/конденсаторними таймерами, використовувалися для керування активацією другої шторки затвора (однак все ще під дією сили пружини). У 1979 році компанія Yashica у моделі Contax 139 Quartz (Японія) представила ще більш прецизійні цифрові п'єзоелектричні кварцові (невдовзі їх замінили керамічними) генераторні схеми (зрештою, під контролем цифрового мікропроцесора) для синхронізації та установки часових параметрів для всього циклу експонування — включно із вертикальним фокальним затвором. Наприкінці 1980-х, електричні мікродвигуни без осердь, із майже безупинною спроможністю вмикатися/вимикатися та дуже великою енергією як для їхніх розмірів, здатні були запускати обидві шторки (та інші механізми фотокамери), цілковито заміняючи всі пружини. Мінімізація рухомих механічних деталей також допомагала запобігати проблемам, пов'язаним із інертними поштовхами в механізмах та вібрацією, спричиненою ними.
Електронне управління також спростило процедуру засікання часу для довгих витримок. Спусковий годинниковий механізм, який наводиться за допомогою пружини, змушений повернутися у вихідне положення досить швидко, що створює обмеження для тривалих витримок — зазвичай до однієї повної секунди, хоча фотокамера Kine Exakta (Німеччина) могла робити витримки навіть до 12 сек. у 1936 році. Електронно синхронізований горизонтальний фокальний затвор фотокамери Olympus OM-2 міг досягати витримки у 60 сек. у 1975 році, а Olympus OM-4 (обидва японського виробництва) досягали 240 сек. у 1983 р. Моделі Pentax LX (Японія, 1980) та Canon New F-1 (Японія, 1981) навіть мали гібридні електромеханічні фокальні затвори, які виконували синхронізацію при коротких витримках в механічний спосіб, а електроніку застосовували лише для збільшення тривалості витримок; LX — до 125 сек., а F-1N — до скромних 8 сек. Варто зауважити, що Nikon F4 (Японія, 1989) був спроможний досягати витримки аж у 999 годин при використанні допоміжного електронного багатофункціонального задника — Multi Control Back MV-23. Теоретично, найдовша можлива витримка обмежена виключно наявним зарядом батареї у випадку електронних камер. Це справило своєрідний «сюрприз» для фотографів у 1970-х, коли вони намагалися виконати знімки із надзвичайно довгими витримками в режимі «B» («Bulb») і виявили, що батареї в їхніх камерах вичерпали весь наявний заряд прямо посеред процесу експонування, оскільки електроніка тієї ери була ненаситна до електроенергії і цілковито руйнувала експозицію.

### Подолання бар'єру синхронізації X-sync

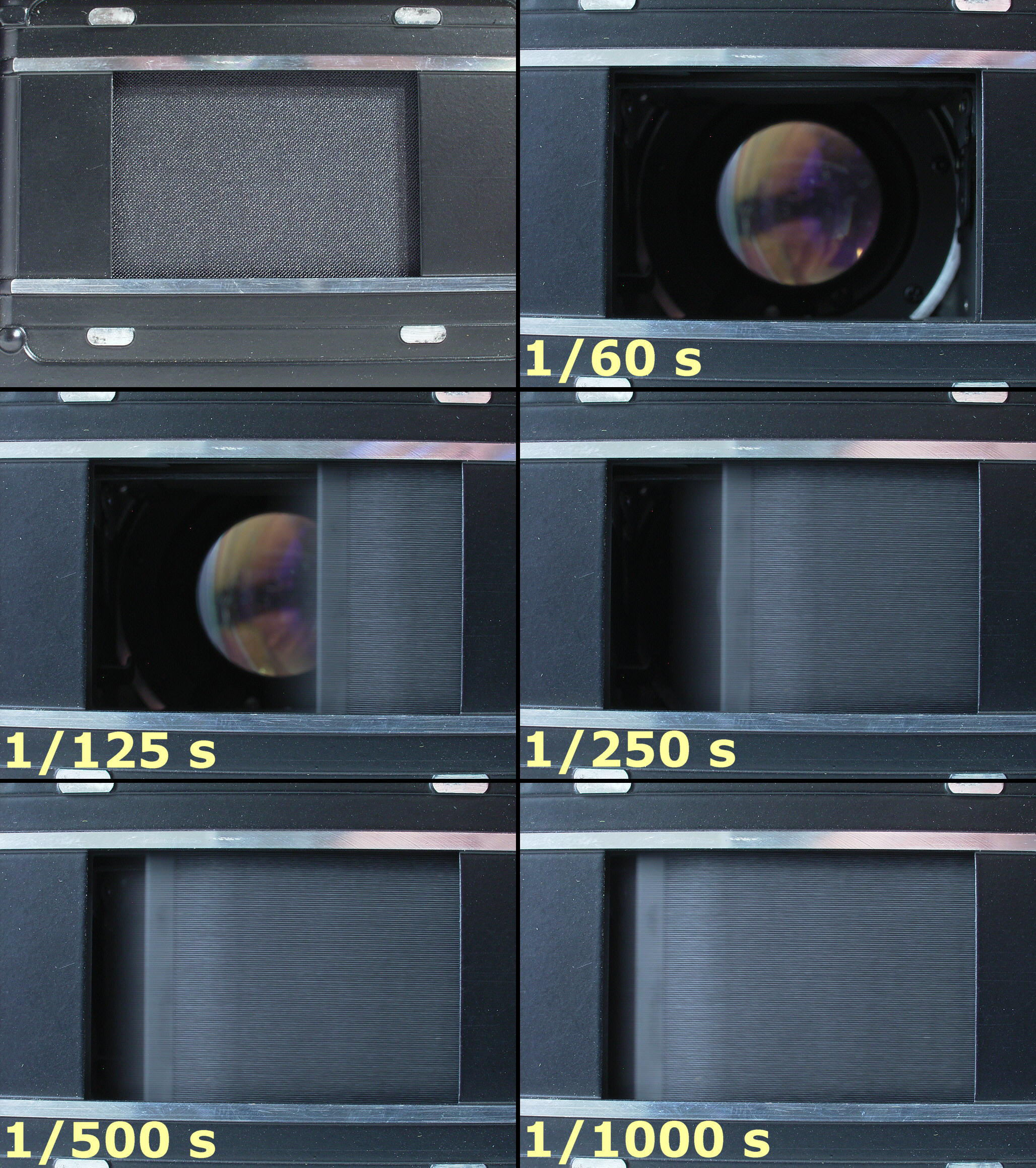
На знімку показано, яка частина кадру буде закрита затвором в момент спрацьовування фотоспалаху при різних витримках. Оптимальною витримкою для синхронізації з фотоспалахом для горизонтальних затворів є 1/60 сек.

Електроніка є також відповідальною за виведення швидкості синхронізації фотоспалаху із фокальними затворами поза межі, допустимі їх механічною конструкцією. Як було вказано вище, горизонтальний фокальний затвор 35-мм камери відкривається повністю і є придатним до користування при витримках не нижче 1/60 сек., в той час як вертикальні фокальні затвори зазвичай обмежені до 1/125 сек. При вищих швидкостях, звичайний електронний фотоспалах із тривалістю в 1 мілісекунду, освітлить лише частину фотоплівки — ту, на рівні якої в цей момент буде знаходитись щілина затвора. (Див. вище розділи 4 — «Недоліки» та 7.2 — «Двошторковий фокальний затвор Leica-типу».)
У 1986 році, в камері Olympus OM-4T (Японія) була представлена система, здатна синхронізуватися зі спеціально розробленим аксесуарним електронним фотоспалахом Olympus F280 Full Synchro, який міг спрямовувати своє світло при частоті 20 кілогерц аж до 40 мс, що дозволяло освітлювати зображення, експоноване на плівку через щілину горизонтального фокального затвора в період часу, протягом якого ця щілина проходила всю довжину кадру плівки — в результаті симулюючи тривале світіння лампи-спалаху — і таким чином дозволяючи виконувати знімки навіть при таких коротких витримках, як 1/2000 сек. А це давало змогу використовувати техніку заповнення сцени фотоспалахом при денному освітленні — майже в будь-якій ситуації. Однак з цим типом фотоспалаху наявне супутнє скорочення ефективної відстані. Така характеристика, як підвищена швидкість синхронізації «Фокального фотоспалаху» («FP flash») стала з'являтись у професійних 35-мм SLR-камерах всередині 1990-х, і досягла позначки у 1/12 000 сек. у моделі 1998 року — Minolta Maxxum 9 (Японія; була відома під назвою Dynax 9 у Європі та Alpha 9 у Японії). Такі швидкості є дійсними й досі у деяких цифрових однодзеркальних фотокамерах — до 1/8000 сек. Що ж до фотокамер із діафрагмовими затворами — то вони не потерпають від таких проблем — у них зовсім інші обмеження.

### Фокальний затвор у XXI столітті
Максимальна швидкість, якої зміг досягти фокальний затвор, сягнула значення у 1/16 000 сек. (і 1/500 сек. синхронізації фотоспалаху) у 1999 році з виходом DSLR-камери Nikon D1. Модель D1 використовувала електронну підтримку від свого сенсора при виконанні знімків при витримці 1/16 000 сек., а її сенсор формату 15,6×23.7 мм («APS-розмір») був меншим ніж плівка 35 мм, а тому з ним полегшувалася синхронізація фотоспалаху при 1/500 секунди.
Однак, зважаючи на дуже обмежену потребу в настільки коротких витримках, фокальні затвори повернулися до значення у 1/8000 сек. у 2003 році (і 1/250 сек. синхронізації у 2006 р.) — навіть у фотокамерах професійного рівня. Окрім того, оскільки не потрібні ніякі спеціалізовані таймери для надзвичайно тривалих витримок, стандартним максимальним значенням витримки, яке можна наставити у фотокамері, є час у 30 сек. (далі йде режим «Bulb» — зйомка від руки).
Натомість, за останні двадцять років, більшість зусиль було витрачено на покращення витривалості та надійності. В той час як найкращі затвори із механічним керуванням були охарактеризовані як такі, що можуть витримати близько 150 000 робочих циклів, і мали точність, яка давала похибку у ±¼ стопа від номінального значення (якщо точніше — то 50 000 циклів давали похибку у ±½ стопа), станом на 2013 рік найкращі фокальні затвори із електронним управлінням могли витримати до 300 000 робочих циклів і не мали помітної похибки у швидкості.
Протягом останніх декількох років цифрові фотокамери-мильнички використовували електронну вибірку із сенсора зображення, заміняючи таким чином механічний діафрагмовий затвор, який раніше використовувався у плівкових «мильничках», крихкими рухомими деталями, які можуть зноситися з часом. Дещо схоже відбувається і з більш витонченими цифровими фотокамерами, які б у минулому використовували фокальні затвори. Наприклад, фотокамера Panasonic Lumix DMC-G3 (2011, Японія) із змінним об'єктивом, має фокальний затвор, але при виконанні надшвидкої серії фотознімків у режимі «SH Burst» (20 кадрів на секунду) її затвор замикається у відкритому положенні та відбувається електронне сканування її цифрового сенсора, що, однак, продукує зображення із зниженою роздільною здатністю — лише 4 мегапікселі від початкових 16-ти.